# 宗灝
宗灝（1614年—？），字開先，號衍庵。冒母姓姜，名承宗。揚州府興化縣人，南京上元縣籍。明末清初政治人物、畫家。

## 生平
以姜承宗名中明崇禎六年（1633年）癸酉科舉人，崇禎十六年（1643年）癸未科進士。次年甲申三月明亡降順，順軍失势南逃南京，但以“顺逆案”为礼部右侍郎管绍宁等所黜，隨即北上降清，复姓宗，名灏。
順治二年（1645年），清軍佔領江南。六月，宗灝向清軍乞任常州府知府，借推行薙發令屠杀管绍宁、明太常少卿杨兆升等一门，又参与镇压江阴八十一日抗清。同年冬，調陝西平涼府知府。順治五年（1648年），升陝西寧夏道副使。

## 家族
曾祖宗節，贡士贈工部主事。祖宗伊，舉人、贈工部主事。父宗名世，己丑進士，任工部主事。從父宗臣，文學家。